# Morjärv

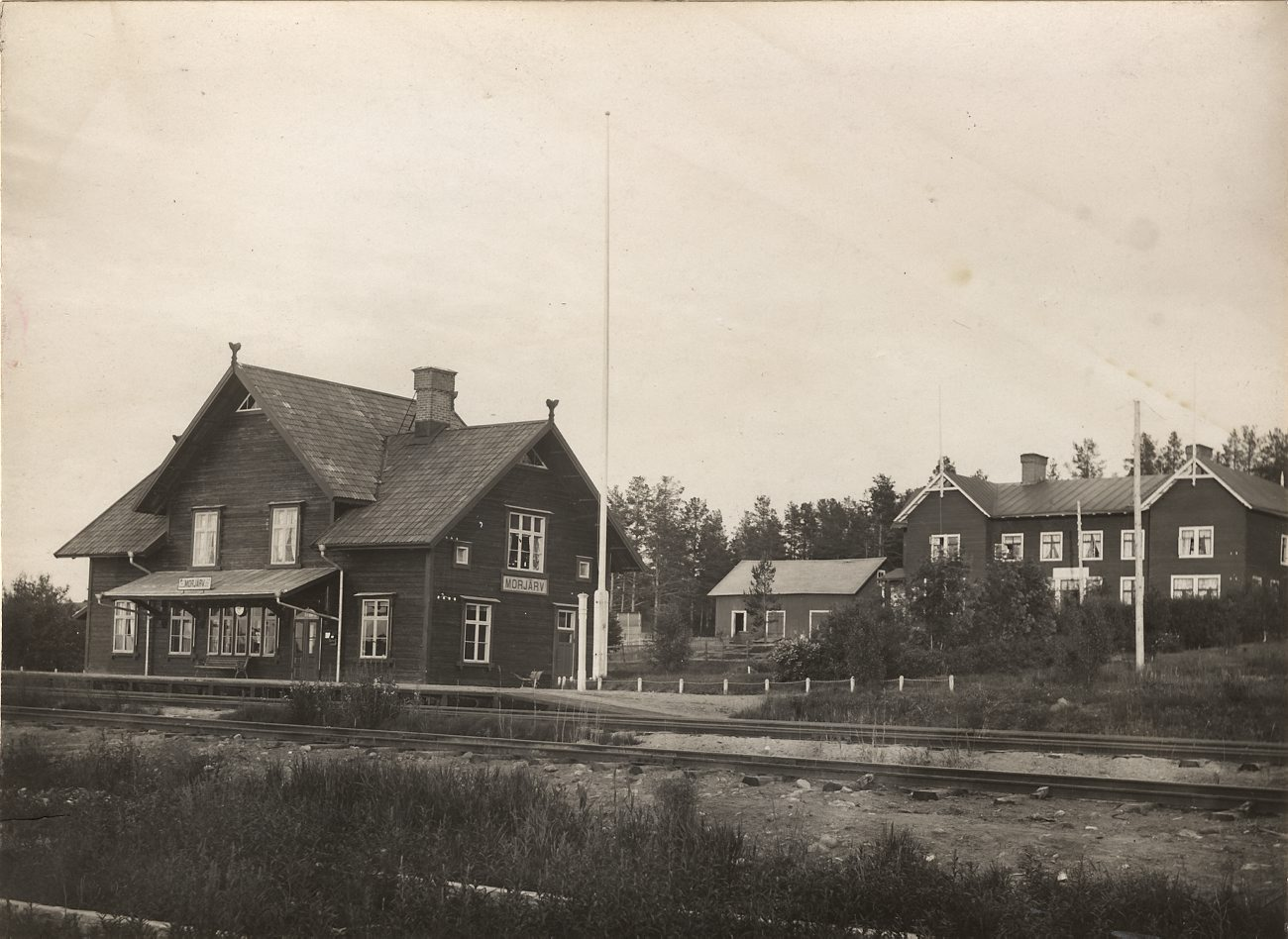
Morjärvs järnvägsstation och gästgivaregård omkring 1900.

Morjärv är en småort i norra delen av Töre socken i Kalix kommun. 2015 förlorade Morjärv sin status som tätort eftersom folkmängden minskat till under 200 personer.
Morjärv ligger vid Kalixälven cirka 35 kilometer uppströms centralorten Kalix. Genom samhället passerar europaväg E10. Länsväg 356 går till Niemisel och vidare till Boden och Älvsbyn. Länsväg BD 744 leder mot Kalix.
På finska och meänkieli heter byn Morajärvi. Det svenska namnet Morjärv är antagligen en försvenskning av dess finska namn. Byns finska namn kan vara sammansatt av de finska orden mura, "(grusig) dy" och järvi, "sjö".

## Historia
Morjärvs station blev en viktig knutpunkt för resor och godstransporter i början av 1900-talet, då järnvägen Boden-Haparanda/Torneå (Haparandabanan) byggdes. Sidobanan Morjärv-Kalix (godstrafik) blev klar 1961. Persontrafiken på Haparandabanan lades ned 1992 men återupptogs 1 april 2021, dock utan stopp i Morjärv. 
En skola fanns i Morjärv fram tills år 2008. Byns förskola var öppen fram tills år 2017. Bibliotek fanns fram tills år 2010.

### Befolkningsutveckling
| Befolkningsutvecklingen i Morjärv 1960–2015 | Befolkningsutvecklingen i Morjärv 1960–2015 | Befolkningsutvecklingen i Morjärv 1960–2015 | Befolkningsutvecklingen i Morjärv 1960–2015 | Befolkningsutvecklingen i Morjärv 1960–2015 |
| ------------------------------------------- | ------------------------------------------- | ------------------------------------------- | ------------------------------------------- | ------------------------------------------- |
|                                             |                                             |                                             |                                             |                                             |
| År                                          |                                             |                                             | Folkmängd                                   | Areal (ha)                                  |
| 1960                                        | 1960                                        |                                             | 656                                         |                                             |
| 1965                                        | 1965                                        |                                             | 561                                         |                                             |
| 1970                                        | 1970                                        |                                             | 501                                         |                                             |
| 1975                                        | 1975                                        |                                             | 469                                         |                                             |
| 1980                                        | 1980                                        |                                             | 436                                         |                                             |
| 1990                                        | 1990                                        |                                             | 363                                         | 98                                          |
| 1995                                        | 1995                                        |                                             | 375                                         | 98                                          |
| 2000                                        | 2000                                        |                                             | 334                                         | 98                                          |
| 2005                                        | 2005                                        |                                             | 297                                         | 98                                          |
| 2010                                        | 2010                                        |                                             | 201                                         | 96                                          |
| 2015                                        | 2015                                        |                                             | 185                                         | 96#                                         |
| Anm.: Ej tätort 2015. # Som småort.         |                                             |                                             |                                             |                                             |

## Samhället
Här finns bland annat en obemannad bensinstation, matvarubutik och lågprisbutiken GKs. Byn har också ett eget Folkets Hus där evenemang anordnas. Folkethus-föreningen bildades år 1978.
I samhället ligger även Morjärvs kyrka, invigd 1929. 

## Evenemang
Varje år i augusti firas nationalälvens dag och varje år i juli anordnas Flakasand rock- och bluesfestival vid Kalixälven, cirka 15 kilometer uppströms Morjärv.